# Kōfu
Kōfu (japanisch 甲府市, -shi, von Kōshū-Fuchū, d. h. dt. „Verwaltungssitz von Kōshū“) ist eine Großstadt und der Verwaltungssitz der Präfektur Yamanashi auf Honshū, der Hauptinsel von Japan. Kōfu liegt etwa in der Mitte zwischen Nagoya und Tokio im Landesinneren. Derzeit leben rund 200.000 Einwohner in der Stadt. Im Jahr 2000 erhielt die Stadt Kōfu als tokureishi („Ausnahmestadt“) einen politischen Großstadtstatus mit ausgeweiteter Selbstverwaltung, 2019 wurde sie zur „Kernstadt“ aufgewertet.

## Allgemeines
Die Stadt hat drei lokal ansässige Fernsehkanäle und drei lokale Radiosender. Es gibt drei natürliche heiße Quellen und viele Berge, Flüsse und Wasserfälle im Norden. Auf dem ganzen Stadtgebiet verteilt stehen die 108 spirituellen Orte von Kai, siehe Kai Hyakuhachi Reijō, hauptsächlich Tempel und Schreine.

## Geografie
Kōfu liegt relativ zentral in der Präfektur, in der Mitte des Kōfu-Beckens (甲府盆地), in der Nähe des Chiyoda-Sees und des Arakawa.

## Geschichte
In der kaiserlichen Verwaltung des Altertums wurde die Gegend Teil des Kreises Yamanashi der Provinz Kai (Kai no kuni, sinojapanischer Kurzname Kōshū).
Im Mittelalter wurde Kōfu als Burgstadt (Jōkamachi) zuerst vom Takeda-Klan (Takeda Shingen), nach dem Verfall des Takeda-Klans vom Oda-Klan (Oda Nobunaga) und nach dem Oda-Klan vom Asano-Klan (Daimyō von Toyotomi Hideyoshi) beherrscht. – In der Edo-Zeit war die Burg Kōfu Fürstensitz des -han (Fürstentum/Großlehen) Kōfu, das von Tokugawa-Nebenlinien und zeitweise den Yanagisawa beherrscht wurde. 1724 erlosch das Fürstentum ganz und kam unter direkte Kontrolle des Tokugawa-Shogunats.
Im Boshin-Krieg 1868 fiel die Burg Kōfu kampflos, östlich der Burgstadt besiegten in der Schlacht von Kōshū-Katsunuma (auf dem Gebiet der heutigen Stadt Kōshū) die Restaurationstruppen Reste der schon zu Beginn des Krieges im Westen entscheidend geschlagenen und zu ihren letzten loyalen Fürstentümern in Nordjapan zurückweichenden Shōgunatsarmee. Nach der Restauration entstand als Nachfolger der Shōgunatsvogteien in Kai die Präfektur (-ken) Kōfu, die später in Yamanashi umbenannt wurde. Der Landkreis wurde bei der Reaktivierung der Kreise als Verwaltungseinheit 1878 in West- (Nishi-) und Ost- (Higashi-) geteilt. Die Stadt Kōfu entstand schließlich bei der Einführung kreisfreier Städte (-shi) nach preußischem Modell 1889 aus Teilen des bisherigen Kreises West-Yamanashi. Im 20. Jahrhundert wurden ganz West-Yamanashi und Teile weiterer Landkreise nach Kōfu eingemeindet. Zuletzt erweiterten 2006 die Stadt Nakamichi und ein Teil des Dorfes Kami-Kuishiki das Stadtgebiet im Süden.
Im Rahmen des Zweiten Weltkriegs wurde die Stadt am 6. Juli 1945 durch die United States Army Air Forces (USAAF) 2 Stunden lang bombardiert, wobei 970 t Napalmbomben abgeworfen wurden. Der Angriff zerstörte rund 79 % des Stadtgebietes und forderte 1127 Tote. (siehe Luftangriffe auf Japan)

## Wirtschaft und Verkehr

### Industrie
Die wichtigsten Industriezweige sind die Glasindustrie, Edelsteinschleifereien sowie die Stempelindustrie.
Bis in die Shōwa-Zeit war die Aufzucht von Seidenraupen, die Herstellung von Rohseide und damit verbunden die Seidenweberei von Bedeutung.

### Tourismus

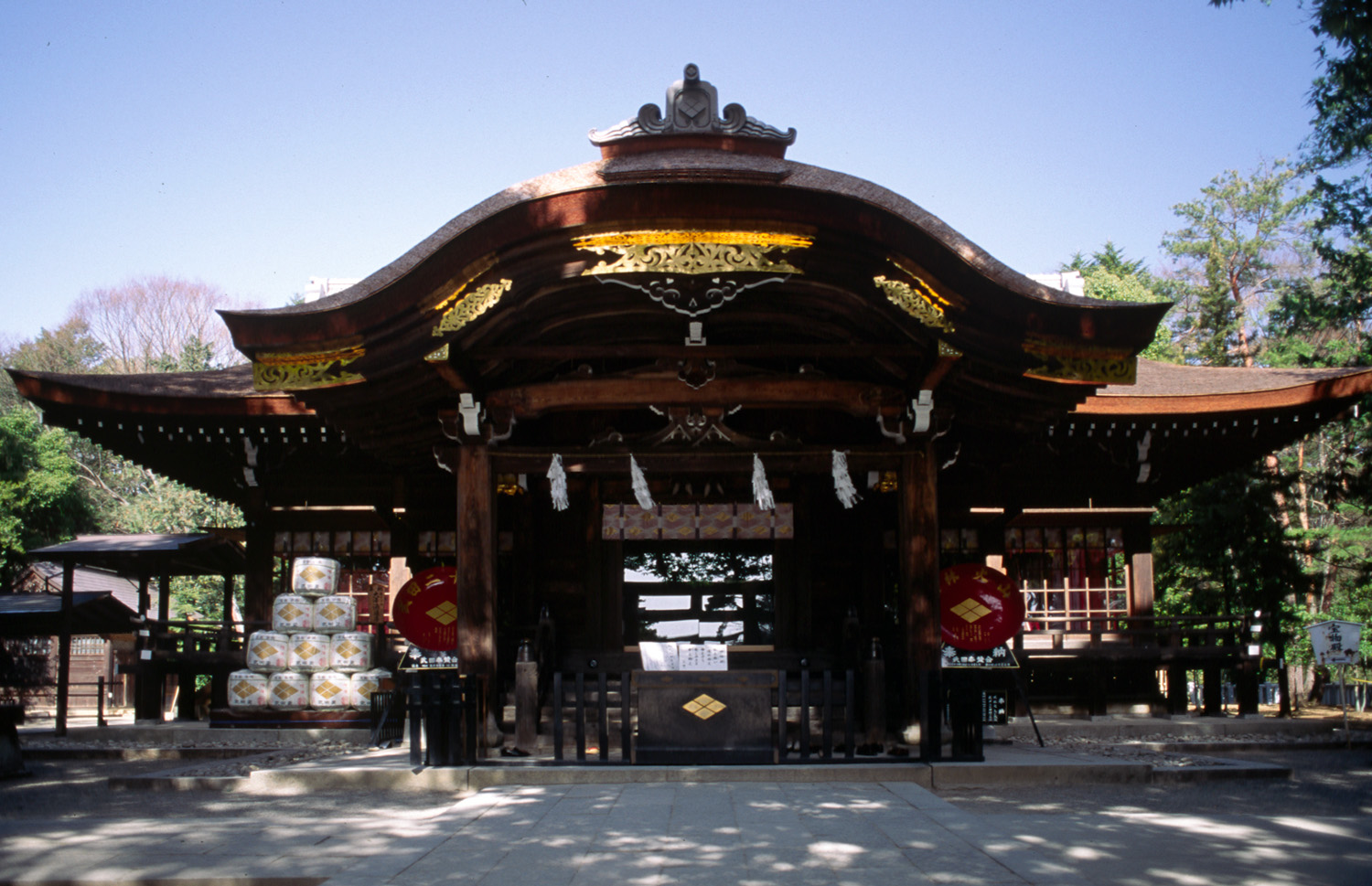
Takeda-Schrein

Durch die günstige Lage in der Nähe von Wälder- und Berglandschaften, wie der Schlucht Shōsen-kyō (昇仙峡), Seen und heißen Quellen (Onsen, z. B. der Yumura-Onsen (湯村温泉)) ist Kofu ein beliebtes Urlaubsziel.
Zu den religiösen Touristenattraktionen gehören Tempel des Rinzai-shū-Buddhismus, wie die Kōfu Gozan (Tōkō-ji, Nōjō-ji, Chōzen-ji, Enkō-in und Hōsen-ji), der Zenkō-ji und der Erin-ji; sowie Shintō-Schreine wie der Takeda-Schrein oder Yamanashi-ken-Gokoku-Schrein.
In Kōfu findet sich zudem die restaurierte Burg Kōfu, sowie das Kunstmuseum Yamanashi (山梨県立美術館) und das Wissenschaftsmuseum Yamanashi. Zu Ehren Takeda Shingens errichteten die Bürger die Takeda-Shingen-Statue.

### Bahn und Bus

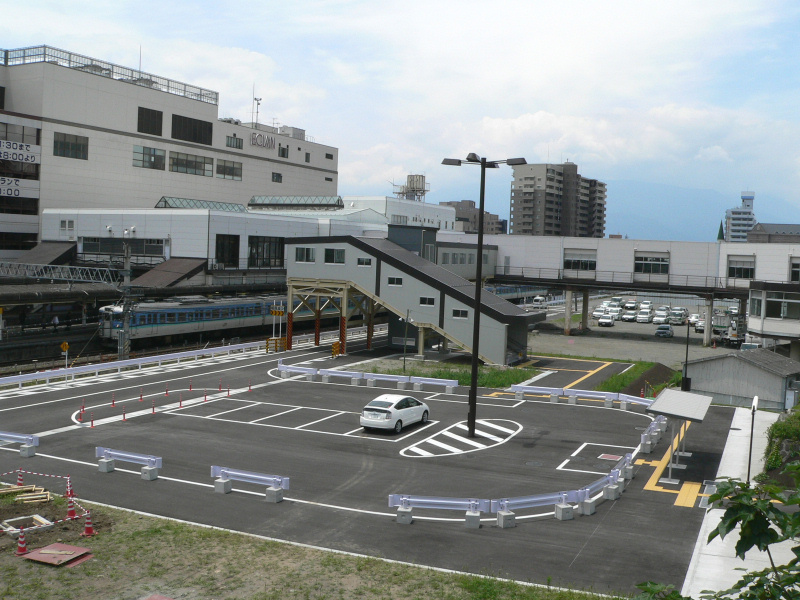
Bahnhof Kōfu

In Kōfu liegen insgesamt sechs Bahnhöfe, wobei der wichtigste der Bahnhof Kōfu ist. Er liegt an der Chūō-Hauptlinie der Bahngesellschaft JR East und bietet unter anderem Schnellzugverbindungen nach Tokio und Matsumoto. Hier zweigt auch die Minobu-Linie von JR Central ab, die nach Fuji führt.
Von 1898 bis 1928 bestand die Straßenbahn Kōfu, eine Pferdebahn. An ihre Stelle trat die Yamanashi-Kōtsū-Bahnlinie, eine von 1930 bis 1962 bestehende Überlandstraßenbahn. Seither wird der öffentliche Nahverkehr von Bussen der Gesellschaft Yamanashi Kōtsū durchgeführt.

### Straße
- Chūō-Autobahn

## Höhere Bildungseinrichtungen
- Universität Yamanashi (Nationale Universität für diese Präfektur)
- Universität der Präfektur Yamanashi (Universität der Präfektur)
- Gakuin Hochschule (in Sportwissenschaften überregional bekannte private Hochschule)
- Eiwa Hochschule (in Sprachwissenschaften überregional bekannte private Hochschule)
- Gakuin Untergraduiertenkolleg (für Erstabsolventen der Gakuin Hochschule, organisatorisch getrennt)

## Sport
Kōfu ist die Heimat des Fußballvereins Ventforet Kofu aus der J. League, dessen Spiele im Kose Sports Stadion ausgetragen werden.

## Söhne und Töchter der Stadt
- Kusakabe Kimbei (1841–1932), Photograph
- Muraoka Hanako (1893–1968), Schriftstellerin
- Hōdai Yamazaki (1914–1985), Schriftsteller
- Masumura Yasuzō (1924–1986), Filmregisseur
- Mori Shin’ichi (* 1947), Enka-Sänger
- Sakihito Ozawa (* 1954), Politiker
- Naoko Takeuchi (* 1967), Mangaka
- Iwaike Kazuhito (* 1968), Musiker, Gitarrist und Songschreiber HYDE, VAMPS, Oblivion Dust
- Hidetoshi Nakata (* 1977), Fußballspieler
- Kazushige Kirihata (* 1987), Fußballspieler
- Naoto Kidoku (* 1994), Fußballspieler
- Iwana Kobayashi (* 1996), Fußballspieler
- Shūsuke Ōta (* 1996), Fußballspieler
- Yōichi Naganuma (* 1997), Fußballspieler
- Miki Inoue (* 2001), Fußballspieler
- Sōta Kawasaki (* 2001), Fußballspieler
- Taiju Ichinose (* 2002), Fußballspieler
- Yamato Naitō (* 2004), Fußballspieler

## Angrenzende Städte und Dörfer
- Kai
- Yamanashi
- Fuefuki
- Hokuto
- Chūō
- Shōwa
- Kawakami
- Minobu

## Partnerstädte

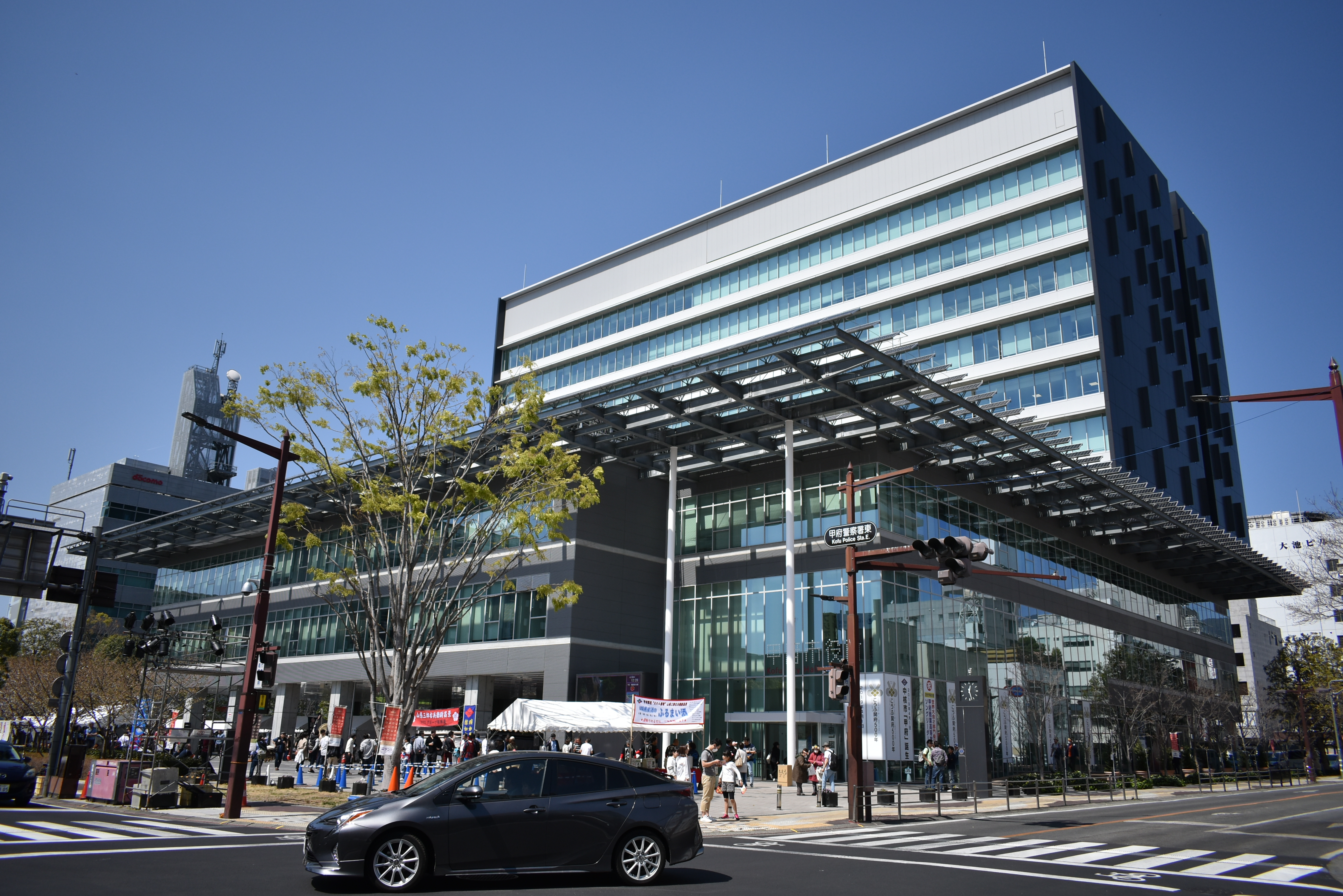
Rathaus

### In Japan
- Yamatokōriyama, Präfektur Nara, Japan seit dem 22. Januar 1992

### Im Ausland
- Des Moines, Iowa, USA seit dem 16. August 1958
- Lodi, Kalifornien, USA seit dem 11. April 1961
- Pau, Nouvelle-Aquitaine, Frankreich seit dem 18. August 1975
- Chengdu, Sichuan, V.R. China seit dem 27. September 1984
- Cheongju, Chungcheongbuk-do, Südkorea seit dem 26. September 2002